# عبد الرحيم دغموم
عبد الرحيم دغموم (مواليد 2 ديسمبر 1998) هو لاعب كرة قدم جزائري يلعب في مركز خط الوسط في نادي وفاق سطيف.

## وصلات خارجية
- عبد الرحيم دغموم على موقع قاعدة بيانات كرة القدم.إي يو (الإنجليزية)
- عبد الرحيم دغموم على موقع Soccerway.com (الإنجليزية)